# San Diego Wave FC
San Diego Wave FC ist ein Frauenfußball-Franchise aus San Diego in Kalifornien, das seit 2022 in der National Women’s Soccer League spielt, der höchsten Liga im Frauenfußball in den USA.

## Geschichte
In San Diego existierte letztmals von 2001 bis 2003 eine professionelle Frauenfußballmannschaft, die San Diego Spirit, welche in der Women’s United Soccer Association aktiv war. Ende 2003 löste sich das Team auf, als die Liga ihren Betrieb aufgrund finanzieller Probleme einstellen musste.
Am 8. Juli 2021 machte die NWSL bekannt, dass das zwölfte Franchise der Liga in San Diego beheimatet sein wird, nachdem sich der ursprüngliche Plan des Hauptinvestors Ronald Burkle zerschlagen hatte, ein Franchise in Sacramento zu installieren. Jill Ellis, die frühere Trainerin der US-amerikanischen Nationalmannschaft, wurde als Präsidentin ernannt, Casey Stoney, die ehemalige Trainerin des Manchester United W.F.C. als erste Trainerin des Teams. Am 9. November 2021 wurde der Name des Franchise bekannt gegeben: San Diego Wave Fútbol Club, Bezug nehmend auf die Nähe zum Pazifischen Ozean sowie den kulturellen hispanischen Einfluss in San Diego.

## Stadion
- Torero Stadium (6.000 Plätze); San Diego, Kalifornien (bis August 2022)
- Snapdragon Stadium (32.000 Plätze); San Diego, Kalifornien (seit September 2022)

Das erste Spiel im Snapdragon Stadium gegen Angel City FC am 17. September 2022 fand im ausverkauften Stadion statt, womit ein neuer NWSL-Rekord aufgestellt wurde.

## Trainer
- seit 2022: Casey Stoney

## Saisonstatistik
| Jahr | Liga | Reguläre Saison | Play-offs  | Zuschauerdurchschnitt 1 | Erfolgreichste Torschützin 1 |
| ---- | ---- | --------------- | ---------- | ----------------------- | ---------------------------- |
| 2022 | NWSL | 3. Platz        | Halbfinale | 8.729                   | Alex Morgan 2 (15)           |